# 田所けんすけ
田所 けんすけ（たどころ けんすけ、1991年1月9日 - ）は、日本のシンガーソングライター、ギタリスト、Youtuber。
歌 = 田所けんすけ / ギターインスト＝Kensuke Tadokoro として名義を切り分けた二刀流のアーティストとして活動している。京都府向日市出身。血液型はA型。向日市立第６向陽小学校、向日市立西ノ岡中学校、長尾谷高等学校卒業。

## 来歴
2014年
数々のユニット活動を経てソロ活動開始。
3月、大阪阿倍野の大型サーキットイベント「ABENO CIRCUS」に出演し武藤昭平 with ウエノコウジなどのメジャーアーティストと共演。
11月にアコースティック・ギターのインストミニアルバム『ソコニヒロガルセカイ』をリリース。
2015年
2年連続で「ABENO CIRCUS」に出演し、Mr.Childrenの桜井和寿とのユニット「ウカスカジー」としても活動する、GAKU-MCなどのメジャーアーティストと共演を果たす。8月、1枚目のシングル『ONGAKU/桜空』をリリース。
イナズマロックフェス「イナズマゲート 2015」のデモテープによる1次審査を通過したものの、スタジオでの2次審査は落選した。
2016年
2月19日、2枚目のシングル『さよならベイベー/らしく』、同4月20日には1枚目のミニアルバム『オラササリカ』をリリース。
2017年
9月「くるおん 第3回くるめライブチャレンジ2017」に出演し、「ベストパフォーマー賞」を受賞。
同年、AbemaTV『みのもんたのよるバズ!』11月度のエンディングテーマに「スノーマジック」が起用される。
2018年
4月4日、約2年振りとなる2枚目のミニアルバム『Starting Over』を全国リリース。「スノーマジック」、KCN京都『Myけいはんな』のエンディングテーマ「Shiny days」を収録。
5月28日に配信リリースした田所けんすけ×Naoaki Umehara名義の楽曲「リスタート」が山形テレビ特別番組『YTSスペシャル やまがた発！ニッポンものづくりの極意 後継者たちの未来戦略』のエンディングテーマに起用される。また「青春COLOR」もテレビ朝日系列KFB福島放送『ヨジデス』9月度エンディングテーマに抜擢される。
イナズマロックフェス「イナズマゲート 2018」のデモテープによる1次審査を通過したものの、スタジオでの2次審査は落選した。
2019年
7月31日、タイアップ4曲を含む全14曲を収録した初のフルアルバム『Arc Emotions』をリリース。大垣書店イオンモール桂川店にて特設コーナーが展開される。同年7月11日からテレビ朝日本社前、巨大街頭ビジョンにて収録曲「リスタート」のMVが約2週間オンエアされ、同曲はむさしのFM（エフエムむさしの）ウィークリー・パワープレイに選ばれる。
9月20日、『Arc Emotions』の発売を記念したリリースパーティーを地元京都で開催。チケットソールドアウトとなり、大盛況のうちに終了。このイベントの模様がKCN京都ケーブルテレビにてオンエアされる。
2020年
10月21日、Double A-Side Single「僕を探しに/トレイン」をリリース。大垣書店イオンモールKYOTO店、イオンモール桂川店にて特設コーナーが展開される。ダブルリードの一曲である「僕を探しに」は山形テレビの深夜番組『Do〜んな天気』10月度タイアップに起用される。書き下ろしの新曲「トレイン」はBS朝日『新 鉄道・絶景の旅』挿入歌となる。同曲はむさしのFM（エフエムむさしの）ウィークリー・パワープレイに選ばれる。同年10月6日テレビ朝日本社前、巨大街頭ビジョンにて収録曲「僕を探しに」のMVが先行オンエアされる。またキャンプと音楽をテーマとした活動を行い、情報の発信を行う。
2021年
5月12日、4th Single「ラストシーン/モノクロイド」をリリース。大垣書店イオンモールKYOTO店、イオンモール桂川店にて特設コーナーが展開される。「ラストシーン」はテレビ朝日系列YTS山形テレビ YTSスペシャル「われらラーメン王国 愛しの一杯 山形LOVERSオスス麺」エンディングテーマに起用され、むさしのFM（エフエムむさしの）ウィークリー・パワープレイにも選ばれる。同年4月28日テレビ朝日本社前、巨大街頭ビジョンにて収録曲「ラストシーン」のMV先行がオンエアされる。6月26日には自身最大規模となるロームシアター京都でのワンマンライブを開催し、チケットは前売り完売となる。また、3月より「YouTube けんけんちゃんねる」にてアウトドア動画の配信を行い、キャンプの魅力を伝える活動を行う。キャンプと音楽をテーマに雑誌「Fine 2021年7月号」に掲載され、7月29日発売の雑誌「Fine特別編集 あの人が選んだ音楽」にインタビューとプレイリストが掲載される。10月1日にリリースした「記念日」は花嫁アプリ「PLACOLE&DRESSY（プラコレ＆ドレシー）」オリジナルウェディングソングタイアップ曲となる。
2022年
2月5日、インストゥルメンタル楽曲「Eureka」のMVが公開。同年3月31日、MV第二弾「Princess Mononoke(もののけ姫)」も公開。5月21-22日には自身初となる全曲インストゥルメンタルのアコースティックライブを京都・鞍馬「貴船神社」で行い、このために書き下ろされた楽曲「Kifune」を初披露し多数の観客を魅了した。9月20日「ずっと」MVが花嫁アプリ「PLACOLE&DRESSY（プラコレ＆ドレシー）」オリジナルウェディングソングタイアップ曲として公開される。11月1日には「心の友 - Kokoro no tomo / 五輪真弓 - Mayumi Itsuwa (Covered by Kensuke Tadokoro) - Finger Style Guitar -」がリリースされ、10月-11月には秋のキャンプイベント「田所けんすけCAMP FES'22」を開催。
2023年
歌とギターインスト両ジャンルのアーティスト表記を “田所けんすけ” に統一して活動してきたが、歌を “田所けんすけ” 、ギターインストを “Kensuke Tadokoro” で、名義を切り分けた二刀流アーティストとして活動していく事を発表。Kensuke Tadokoro 名義の作品「Jupiter」をリリース。2月1日、アニメーションMV「かえるぴょこぴょこ」をはじめ、梅田サイファーから"teppei"と"KennyDoes"。トラックメイカーには"RINZO"。ギターには"田所けんすけ"を迎えたアグレッシブな楽曲“Never Look Back”など多数の楽曲をリリース。6月3日には蛙の駅キャンプ場にて「田所けんすけ presents Oh!KINI CAMP FES.23」を開催。9月4日YouTubeけんけんちゃんねるでのタープの張り方動画がTBS『賢者の赤ペンレビュー 銭バカさん』紹介されるなど、精力的に活動している。
2024年
3月2日、石垣優ソロライブat大阪にギターサポートで参加。梅田サイファーのteppeiとスペシャルユニット“ちんみぃ”を結成し、3/20にファーストデジタルシングル「ゆとり」、4/2にEP「ぐっどみゅーじっく」をリリース。4月22日,29日、ソナーポケットeyeronの"lockeye’’にゲスト出演。5月1日から4日には、東京・渋谷の新スポット・渋谷サクラステージの大型モニターで放映される30秒動画「SCRAMBLE WALL」のBGMにギターで参加 するなど、活動の幅を大きく広げている。また、Kensuke Tadokoro名義のインストゥルメンタル楽曲のリリースも精力的に行っており、1月31日「Confront」をはじめ、3月15日「Princess Mononoke - もののけ姫」4月17日「Azemichi」、5月1日には「Kokoro No Tomo」のDigital Singleリリースを行っている。
2025年
3月29日、全国から選りすぐられた20名で競う日本最大のフィンガーピッキングギターコンテンスト「Morris フィンガーピッキング・デイ2025」に出場。

## 人物・プロフィール
- メインで使用しているアコースティック・ギターはFURCH（フォルヒ）のS23-CRCT[11]
- 影響を受けた音楽に押尾コータロー、ペッテリサリオラ、Hundred Percent Free、ORANGE RANGE、ゆず、絢香、YUI、ELLEGARDEN、20年代J-POPなどがある。

## 演奏スタイル
- ピックは使わず全て指で演奏している[11]。
- 楽曲により使い分けているが、パーカッシヴなプレイスタイルのスラム奏法やフィンガーピッキングで演奏している[11]。

## 受賞歴
- くるおん 第3回くるめライブチャレンジ2017：ベストパフォーマー賞。[12]

## ディスコグラフィ

### シングル
| #   | 発売日         | タイトル                | 規格品番               | 収録曲                                |
| --- | -------------- | ----------------------- | ---------------------- | ------------------------------------- |
| 1st | 2015年8月9日   | ONGAKU/桜空             |                        | 1. ONGAKU 2. 桜空                     |
| 2nd | 2016年2月19日  | さよならベイベー/らしく |                        | 1. さよならベイベー 2. らしく         |
| 3rd | 2020年10月21日 | 僕を探しに/トレイン     | MMKT-0003 YMC11-M24796 | 1. 僕を探しに 2. トレイン 3. ポケット |

### 配信限定シングル
| #    | 発売日         | 収録曲                                    |
| ---- | -------------- | ----------------------------------------- |
| 配信 | 2018年5月3日   | ほうき星（田所けんすけ×Naoaki Umehara）   |
| 配信 | 2018年5月28日  | リスタート（田所けんすけ×Naoaki Umehara） |
| 配信 | 2018年7月28日  | 夏影花火                                  |
| 配信 | 2018年9月6日   | 青春COLOR                                 |
| 配信 | 2018年11月11日 | AGEHA                                     |
| 配信 | 2019年5月15日  | 幸せな太陽                                |
| 配信 | 2020年4月8日   | トレイン                                  |
| 配信 | 2020年12月9日  | 雪とメリーゴーランド                      |
| 配信 | 2021年10月1日  | 記念日                                    |
| 配信 | 2022年8月24日  | ずっと                                    |
| 配信 | 2023年2月1日   | かえるぴょこぴょこ                        |
| 配信 | 2023年8月9日   | 夏の幻                                    |
| 配信 | 2023年8月16日  | Jupiter                                   |
| 配信 | 2023年11月18日 | Never Look Back                           |
| 配信 | 2024年1月31日  | Confront                                  |
| 配信 | 2024年3月15日  | Princess Mononoke - もののけ姫            |
| 配信 | 2024年4月17日  | Azemichi                                  |
| 配信 | 2024年5月1日   | Kokoro No Tomo                            |
| 配信 | 2024年10月2日  | Nukumori                                  |
| 配信 | 2024年10月16日 | You And Me                                |
| 配信 | 2025年2月26日  | Twilight                                  |
| 配信 | 2025年3月19日  | My Time                                   |
| 配信 | 2025年4月2日   | Amazing Grace                             |

### ミニアルバム
| #   | 発売日        | タイトル      | 規格品番  | 収録曲 |
| --- | ------------- | ------------- | --------- | --- |
| 1st | 2016年4月20日 | オラササリカ  |           | 1. ONGAKU 2. らしく 3. さよならベイベー 4. 桜空 5. リスタート（弾き語りVer.） 6. 風（remixed by Naoaki Umehara） |
| 2nd | 2018年4月4日  | Starting Over | MMKT-0001 | 1. Shiny days 2. Keep on going 3. 星詩 4. Harvest 5. スノーマジック 6. 1ページ 7. I Believe                      |

### インストミニアルバム
| #   | 発売日         | タイトル             | 規格品番 | 収録曲                           |
| --- | -------------- | -------------------- | -------- | -------------------------------- |
| 1st | 2014年11月25日 | ソコニヒロガルセカイ |          | 1. Eureka 2. 光 3. My Time 4. 風 |

### フルアルバム
| #   | 発売日        | タイトル     | 規格品番  | 収録曲 |
| --- | ------------- | ------------ | --------- | --- |
| 1st | 2019年7月31日 | Arc Emotions | MMKT-0002 | 1. RUN 2. キミノウタ 3. スタートライン 4. 夏影花火 5. Confront 6. Cloud 7. 青春COLOR 8. 幸せな太陽 9. sakurakaze 10. Intro 11. Say Goodbye 12. リスタート（田所けんすけ×Naoaki Umehara） 13. もし君が 14. Horizon |

## 主な出演イベント
| 年   | 日程    | タイトル                                                           | 会場                                 | 備考                 |
| ---- | ------- | ------------------------------------------------------------------ | ------------------------------------ | -------------------- |
| 2015 | 3月29日 | ABENO CIRCUS '15                                                   | ROCK TOWN 安部乃荘 他                |                      |
| 2017 | 10月6日 | FM OH!「MUSICLAPPER! in OSAKA STATION CITY」                       | 大阪ステーションシティーカリヨン広場 |                      |
|      | 10月7日 | FM802「Loop A music MINAMI WHEEL EDITION 2017」                    | 心斎橋 Loop A                        |                      |
|      | 11月1日 | 「枚方宿ジャズストリート2017」                                     | サンプラザ３号館4F(木馬の館)         |                      |
| 2018 | 2月18日 | 「2018Starting Over発売記念イベント」                              | 神戸スープカレー こうき屋            |                      |
|      | 2月25日 | 「くるめライブチャレンジ2017 ベストパフォーマー大会」              | 久留米シティプラザ「Cボックス」      |                      |
| 2019 | 5月18日 | 「CRAZY CAMP Fes Vol.1」                                           | 渚園キャンプ場                       |                      |
|      | 8月3日  | 田所けんすけ「Arc Emotions」リリース記念イベント                   | ウッドデザインパーク                 |                      |
|      | 9月20日 | 田所けんすけ presents. 1st full album「Arc Emotions」release party | 京都 和音堂                          | THANK YOU SOLD OUT!! |
| 2021 | 6月26日 | 田所けんすけ One Man Find Yourself supported by ORB                | ロームシアター京都 ノースホール      | THANK YOU SOLD OUT!! |
| 2022 | 5月22日 | 田所けんすけ Acoustic Live"Origin" in 貴船神社                     | 貴布禰総本宮 貴船神社                |                      |
| 2023 | 6月3日  | Oh!KINI CAMP FES.23                                                | 蛙の駅キャンプ場                     |                      |

## タイアップ
| 曲名           | タイアップ |
| -------------- | --- |
| 僕を探しに     | テレビ朝日系列YTS山形テレビ深夜版『Do～んな天気』10月度タイアップ                                                                    |
| トレイン       | BS朝日『新 鉄道・絶景の旅』挿入歌 |
| 青春COLOR      | テレビ朝日系列KFB福島放送『福島まるごとライブ ヨジデス』9月度エンディングテーマ                                                      |
| リスタート     | テレビ朝日系列YTS山形テレビ（特別番組）『YTSスペシャル やまがた発！ニッポンものづくりの極意 後継者たちの未来戦略』エンディングテーマ |
| スノーマジック | AbemaTV『みのもんたのよるバズ!』2017年11月度エンディングテーマ                                                                       |
| RUN            | KCN京都『STEP』挿入歌 |
| Shiny days     | KCN京都『Myけいはんな』エンディングテーマ                                                                                            |
| 幸せな太陽     | 『CRAZY CAMP Fes』公式テーマソング                                                                                                   |
| ONGAKU         | ITAGAKI.TV『グレートアップストリーム』エンディングテーマ                                                                             |
| AGEHA          | 「AGEHA～Kansai Leisure Group～」イメージソング                                                                                      |
| ラストシーン   | テレビ朝日系列YTS山形テレビYTSスペシャル『われらラーメン王国 愛しの一杯 山形LOVERSオスス麺』エンディングテーマ                       |
| 記念日         | 花嫁アプリ「PLACOLE&DRESSY（プラコレ＆ドレシー）」オリジナルウェディングソングタイアップ曲                                           |
| ずっと         | 花嫁アプリ「PLACOLE&DRESSY（プラコレ＆ドレシー）」オリジナルウェディングソングタイアップ曲                                           |
| CMソング       | 株式会社アースカーゴ |

## パワープレイ
- 「リスタート」 むさしのFM（ウィークリーパワープレイ：2019年7月29日～8月2日）[17]
- 「僕を探しに」 むさしのFM（ウィークリーパワープレイ：2020年10月12日～10月16日）[18]

## 出演

### テレビ番組など
- KCN京都 『My けいはんな』 インタビュー（KCN：2018年2月1日～2月15日）[19]
- KCN京都 『My けいはんな』 1st full album『Arc Emotions』release party　LIVE（KCN：2019年11月1日～11月15日）[20]
- Spotify「Fine magazine」（2023年6月30日）[21]
- TBS『賢者の赤ペンレビュー 銭バカさん』（2023年9月4日）[22]

### ラジオ
- KANAGAWA MUSIC LAND（FM YOKOHAMA（横浜エフエム放送）：2017年8月28日）
- Music Bit（FM OH!エフエム大阪：2017年10月2日）
- かんさいミュージックBOX NAMIHANA（NHK大阪放送局：2017年10月5日）
- KANAGAWA MUSIC LAND（FM YOKOHAMA（横浜エフエム放送）：2018年4月9日
- むさしのライフ（むさしのFM（エフエムむさしの）：2019年7月24日）
- cafe@さくら通り（さくらFM：2019年8月5日）
- KANAGAWA MUSIC LAND（FM YOKOHAMA（横浜エフエム放送）：2019年8月5日）
- MOOVIP FRIDAY（FM MOOV（エフエムムーヴ）：2019年8月9日）
- かふぇどすてーしょんMON（FMひらかた（エフエムひらかた）：2019年8月12日）
- 對馬京子サタデーチューンナップKYOTO（KBS京都（京都放送）：2019年9月7日）
- 對馬京子サタデーチューンナップKYOTO（KBS京都（京都放送）：2019年9月14日）
- 對馬京子サタデーチューンナップKYOTO（KBS京都（京都放送）：2020年10月17日）
- Talking Loud（むさしのFM（エフエムむさしの）：2020年10月20日）
- SUNNYSIDE BALCONY（α-STATION FM京都（エフエム京都）：2020年10月21日）
- 對馬京子サタデーチューンナップKYOTO（KBS京都（京都放送）：2020年12月12日）
- ONE FINE DAY（α-STATION FM京都（エフエム京都）:2022年5月17日)
- ソナーポケット eyeron のlockeye（CROSS FM:2024年4月22日,29日)[23]